# カステルジェルンド
カステルジェルンド（イタリア語: Castelgerundo）は、イタリア共和国ロンバルディア州ローディ県にある、人口約1,500人の基礎自治体（コムーネ）。
コムーネ統廃合 (it:Fusione di comuni italiani) により、カマイラーゴとカヴァクルタが合併して2018年1月1日に発足した。

## 地理

### 位置・広がり

#### 隣接コムーネ
隣接するコムーネは以下の通り。括弧内のCRはクレモナ県所属を示す。
- カスティリオーネ・ダッダ
- コドーニョ
- フォルミガーラ (CR)
- マレーオ
- ピッツィゲットーネ (CR)
- テッラノーヴァ・デイ・パッセリーニ

### 気候分類・地震分類
気候分類では、zona E, 2545 GGに分類される。
また、イタリアの地震リスク階級 (it) では、zona 3 (sismicità bassa) に分類される。

## 行政

### 分離集落
カステルジェルンドには、以下の分離集落（フラツィオーネ）がある。
- Bosco Valentino, Cavacurta, Mulazzana